# زوران سفيتكوفيتش
زوران سفيتكوفيتش هو لاعب كرة قدم صربي في مركز الدفاع، ولد في 16 ديسمبر 1976 في نيش في صربيا. لعب مع فيهرين ساندانسكي ونادي أوبليتش.